# Suiciders: Kings of HelL.A.
Suiciders: Kings of HelL.A. — ограниченная серия комиксов, которую в 2016 году издавала компания Vertigo. Является продолжением серии Suiciders.

## Синопсис
Главными героями этой серии являются Джонни, главарь уличной банды, и его сестра Трикс, состоящая в отношениях с лучшим другом брата.

### Выпуски
| № | Дата выхода      | Оценка на Comic Book Roundup   | Предполагаемый объём продаж (первый месяц) |
| - | ---------------- | ------------------------------ | ------------------------------------------ |
| 1 | 30 марта 2016    | 8 из 10 на основе 8 рецензий   | 8 563, позиция в Северной Америке — 186    |
| 2 | 27 апреля 2016   | 8 из 10 на основе 3 рецензий   | 6 123, позиция в Северной Америке — 252    |
| 3 | 25 мая 2016      | 7,5 из 10 на основе 2 рецензий | 5 375, позиция в Северной Америке — 284    |
| 4 | 29 июня 2016     | 8,5 из 10 на основе 1 рецензии | н/д                                        |
| 5 | 27 июля 2016     | 9,5 из 10 на основе 1 рецензии | н/д                                        |
| 6 | 28 сентября 2016 | 7 из 10 на основе 1 рецензии   | н/д                                        |

### Сборники
| Название                              | Тип            | Дата выхода    | Собранный материал                               | Кол-во страниц | ISBN                       | Предполагаемый объём продаж (первый месяц) |
| ------------------------------------- | -------------- | -------------- | ------------------------------------------------ | -------------- | -------------------------- | ------------------------------------------ |
| The Complete Suiciders: The Big Shake | Мягкая обложка | 23 ноября 2016 | Suiciders #1-6, Suiciders: Kings of HelL.A. #1-6 | 200            | 978-1401264956, 1401264956 | 751, позиция в Северной Америке — 173      |

## Отзывы
На сайте Comic Book Roundup серия имеет оценку 8,1 из 10 на основе 16 рецензий. Джесс Шедин из IGN дал первому выпуску 8,5 балла из 10 и подумал, что сиквел может стать лучше первой серии. Тим О’Рейли из ComicsVerse назвал дебют «довольно солидным». Его коллега Фабио Кастельбланко, рецензируя второй выпуск, посчитал, что рисовка «просто завораживает». Дэвид Брук из AIPT, обозревая первый выпуск, написал, что «заинтересован в этой серии».